# ديان مايستوروفيتش
ديان مايستوروفيتش (بالصربية: Дејан Мајсторовић) (مواليد 22 أبريل 1988)، هُو لاعب كرة سلة صربي يُشارك مع منتخب صربيا لكرة السلة 3x3.
شارك ديان مايستوروفيتش مع مُنتخب بلاده في دورة الألعاب الأولمبية الصيفية 2020 في طوكيو، بحيث أحرز مع باقي أفراد المُنتخب الميدالية البرونزية الخاصة بمُسابقة كُرة السلة 3x3.

## وصلات خارجية
- ديان مايستوروفيتش على موقع fiba3x3.com (الإنجليزية)
- ديان مايستوروفيتش على موقع ريلجم (الإنجليزية)
- ديان مايستوروفيتش على موقع بروبوليرز (الإنجليزية)
- ديان مايستوروفيتش على موقع اللجنة الأولمبية الدولية (الإنجليزية)
- ديان مايستوروفيتش على موقع أوليمبيديا (الإنجليزية)
- ديان مايستوروفيتش على موقع اللجنة الأولمبية الصربية (الصربية)